# Chung kết Cúp C1 châu Âu 1959
Trận chung kết Cúp C1 châu Âu năm 1959 là trận chung kết thứ tư của Cúp các đội vô địch bóng đá quốc gia châu Âu, ngày nay là UEFA Champions League. Đây là trận đầu giữa Real Madrid của Tây Ban Nha và Stade de Reims-Champagne của Pháp trên sân vận động Neckar ở Stuttgart vào ngày 3 tháng 6 1959 với 80.000 khán giả. Với chiến thắng 2–0, Real Madrid, lần thứ 4 liên tiếp đoạt Cúp C1 châu Âu.

## Chi tiết trận đấu
| Real Madrid                | 2–0 | Stade de Reims |
| -------------------------- | --- | -------------- |
| Mateos 1' · Di Stéfano 47' |     |                |

| Real Madrid | Stade de Reims |

| REAL MADRID:                                     |    |                    |
|                                                  |    |                    |
| TM                                               | 1  | Rogelio Domínguez  |
| HV                                               | 2  | Marquitos          |
| HV                                               | 3  | José Santamaria    |
| HV                                               | 4  | José María Zárraga |
| HV                                               | 5  | Juan Santisteban   |
| TV                                               | 6  | Antonio Ruiz       |
| TV                                               | 7  | Raymond Kopa       |
| TV                                               | 8  | Enrique Mateos     |
| TV                                               | 9  | Alfredo Di Stéfano |
| TĐ                                               | 10 | Héctor Rial        |
| TĐ                                               | 11 | Francisco Gento    |
| Huấn luyện viên:                                 |    |                    |
| Luis Carniglia Trợ lý trọng tài Trọng tài thứ tư |    |                    |

| STADE DE REIMS:  |    |                     |
|                  |    |                     |
| TM               | 1  | Dominique Colonna   |
| HV               | 2  | Bruno Rodzik        |
| HV               | 3  | Robert Jonquet (ĐT) |
| HV               | 4  | Raoul Giraudo       |
| HV               | 5  | Armvà Penverne      |
| TV               | 6  | Michel Leblond      |
| TV               | 7  | Robert Lamartine    |
| TV               | 8  | René Bliard         |
| TV               | 9  | Just Fontaine       |
| TĐ               | 10 | Roger Piantoni      |
| TĐ               | 11 | Jean Vincent        |
| Huấn luyện viên: |    |                     |
| Albert Batteux   |    |                     |